# Норманско нашествие на Балканите (1081 – 1085)
Норманското нашествие на Балканите се провежда в периода 1081 – 1085 година от норманите от южна Италия под ръководството на Робер Гискар, херцог на Апулия и Калабрия срещу Византийската империя, водена от император Алексий I Комнин.
След завладяването на Южна Италия от норманите, те продължават успешния си поход към Византия, която изглежда отслабена и подходяща за завладяване - спешните реформи, които Алексий I Комнин въвежда се оказват недостатъчни, за да закрепят империята срещу норманското нашествие. Предвождани от Робер Гискар и сина му Боемунд норманите завземат Драч в 1081 година, Корфу и обсаждат Лариса. Алексий Комнин претърпява няколко поражения преди да успее да удържи победи за Византия и да обърне хода на нашествието.

## История
През март 1082 година Костур е превзет с пристъп от Робер Гискар веднага след падането на Драч. Покорена е и цялата околност на града.
Робер трябва да напусне Византия, защото, подкупен от Алексий, императорът на Свещената римска империя Хайнрих IV напада папа Григорий VII, който неспособен да се справи с нашествениците, привиква на помощ васала си Гискар. Робер оставя във Византия сина си Боемунд начело на армията. Синът му отначало се справя добре, като побеждава Алексий в няколко битки, но накрая е победен в околностите на Лариса.
След като разбива сина на Робер Боемунд при Лариса и възползвайки се от заминаването на Боемунд за Италия да търси пари за войската си, през октомври - ноември 1084 година Алексий I Комнин настъпва срещу Костур заедно с военачалника си Георги Палеолог.
Норманската заплаха приключва в 1085 година със смъртта на Робер Гискар, съчетана с византийска победа и жизненоважната помощ от Венецианската република, давайки възможност на Византия да си върне Балканите.